# アルデン・リチャードス
アルデン・リチャードス(Alden Richards)としてよく知られているリチャード・レイエス・フォールカーソン・ジュニア（Richard Reyes Faulkerson Jr.、1992年1月2日 - ）は、フィリピンの男優。